# Sas de Penelas
Sas de Penelas (llamada oficialmente San Fiz de Sas de Penelas) es una parroquia y un lugar del municipio español de Castro Caldelas, en la provincia de Orense, Galicia.

## Toponimia
La parroquia también es conocida por el nombre de San Pedro Fiz de Sas de Penelas.

## Organización territorial
La parroquia está formada por tres entidades de población:
- Carretera (A Estrada)
- Penelas
- Sas (Sas de Penelas)

## Demografía

### Parroquia
| Gráfica de evolución demográfica de Sas de Penelas (parroquia) entre 2000 y 2022 |
|                                                                                  |
| Datos según el nomenclátor publicado por el INE.                                 |

### Lugar
| Gráfica de evolución demográfica de Sas (lugar) entre 2000 y 2022 |
|                                                                   |
| Datos según el nomenclátor publicado por el INE.                  |